# Раф-кава
Раф-кава (скор. «Раф») — популярний в деяких країнах колишнього СРСР кавовий напій, що з'явився наприкінці 1990-х років у Росії. Готується шляхом додавання нагрітих парою вершків з невеликою кількістю піни (0,5 см) в одиночну порцію еспресо. Основна відмінність від лате — у використанні ванільного цукру і вершків замість молока. Часто подається з сиропом.

## Спосіб приготування
Спочатку в посуд для кави наливається будь-який сироп, потім 35 мл еспрессо. Потім додаються підігріті вершки жирністю не більше 15 % з додаванням ванільного цукру, всі інгредієнти нагріваються до 65 градусів у пітчері. Нерідко готовий раф посипають меленою корицею. Існують різноманітні варіації напою з додаванням специфічних інгредієнтів: алкоголю, меду замість цукру, лаванди тощо.

## Історія
За легендою, раф-кава з'явилася внаслідок експериментів у московській кав'ярні «Coffee Bean» у 1996—1997 році. Відвідувач кафе на ім'я Рафаель відмовлявся від звичайних кавових напоїв, і внаслідок експерименту баристи з'явився кавовий напій з більш м'яким і солодким смаком, ніж звичайні кавові напої з молоком. Пізніше відвідувачі, яким полюбилася новинка, почали просити «каву, як Рафу», і поступово назва скоротилася до «Раф-кава» або просто «Раф». З переходом барист до інших кав'ярень цей напій згодом подавали й там, завойовуючи популярність у кав'ярнях по всій Росії. До 2018 року раф-кава поширилася за межі Росії — кав'ярні готують його в Україні, Казахстані та Білорусі. За межами російської сфери впливу раф-кава практично невідома ( rough coffee [rʌf ˈkɔːfi] в кав'ярнях англомовних країн називають звичайну каву грубого помолу, що цінується деякими кавоманами за специфічний гіркий смак). За деякими даними, цей напій також роблять у деяких чеських кав'ярнях, в Ізраїлі, на Кіпрі, і навіть в Індонезії.
Деякі російські кавові експерти критикують раф-каву за те, що смак вершків і ванільного цукру практично заглушує аромат еспресо, проте визнають, що цей кавовий напій є однією з небагатьох кавових інновацій родом із Росії. Крім того, сам факт популярності досить солодкого напою вказується ними як характерна риса російської кавової культури.